# Prana
El prana (en sànscrit प्राण, prāṇa, de l'arrel pra 'per omplir') és un concepte del pensament indi que fa referència al principi de vida i que se sol traduir per alè vital. És esmentat per primera vegada als Upanixads, on se'l descriu com formant part del regne terrenal, físic, en tant que mantenidor del cos i origen del pensament. El prana impregnaria totes les formes de vida, però sense tractar-se de l'atman o ànima individual.
Per la filosofia vedanta, el prana és una mena d'energia que manté la vida dels éssers vius, comparable a la idea xinesa de txi. Aquest concepte és central per l'ayurveda i el ioga, que creuen que el prana circula per l'organisme com un flux a través d'una xarxa de fins canals subtils anomenats nadis. La seva manifestació material més subtil seria la respiració, però també es trobaria a la sang i la seva forma més concentrada seria l'esperma dels homes i el fluix vaginal de les dones. El Sol i la llum solar són considerats com una font de prana.